# Emmanuel Le Roy Ladurie
Emmanuel Le Roy Ladurie (Les Moutiers-en-Cinglais, 19 de julho de 1929 – 22 de novembro de 2023) foi um historiador francês cujo trabalho é focado principalmente sobre Languedoc no Antigo Regime, particularmente a história do campesinato.
Foi aluno de Fernand Braudel e, como ele, membro líder da escola dos Annales. Nos anos 70, integrou a corrente designada "Nouvelle histoire" (Nova História) e torna-se o pioneiro de uma abordagem diferente à história: a micro-história, de que este livro é talvez o mais famoso exemplo, combinando a análise histórica do detalhe com os estudos antropológicos. Antigo aluno da Escola normal superior, Ladurie foi titular da cadeira de História da Civilização Moderna no Collège de France, de 1973 a 1999. Desde 2003, presidiu à Académie Française e foi membro honorário da Academia das Ciências dos Estados Unidos e da Academia do Japão e também foi Doutor honoris causa por diversas universidades. Escreveu diversos livros, entre os quais se destacam Montaillou, povoada occitânico de 1249 a 1324, O Carnaval em Romans: da Candelária à Quarta-feira de Cinzas - 1579-1580 e Saint-Simon e o sistema da corte e História dos Camponeses Franceses: da Peste Negra à Revolução volume I e II.
Morreu em 22 de novembro de 2023, aos 94 anos.

## Obras
- 1966: Les Paysans de Languedoc
- 1967: Histoire du climat depuis l'An Mil[2]
- 1975: Montaillou, village occitan, ISBN 0-394-72964-1 (em inglês), ISBN 2-07-032328-5 (em francês)
- 1973: Le Territoire de l'historien Vol. 1
- 1978: Le Territoire de l'historien Vol. 2
- 1980: Le Carnaval de Romans, 1579-1580
- 1987: L'État royal
- 1991: L'Ancien Régime
- 1995: Le Siècle des Platter (1499-1628), Le mendiant et le professeur
- 1997: Saint-Simon, le système de la Cour
- 2001: Histoire de la France des Régions
- 2002: Histoire  des paysans français, de la peste noire à la Révolution
- 2004: Histoire humaine et comparée du climat
- 2007: Abrégé d'Histoire du climat